# Amber Benson

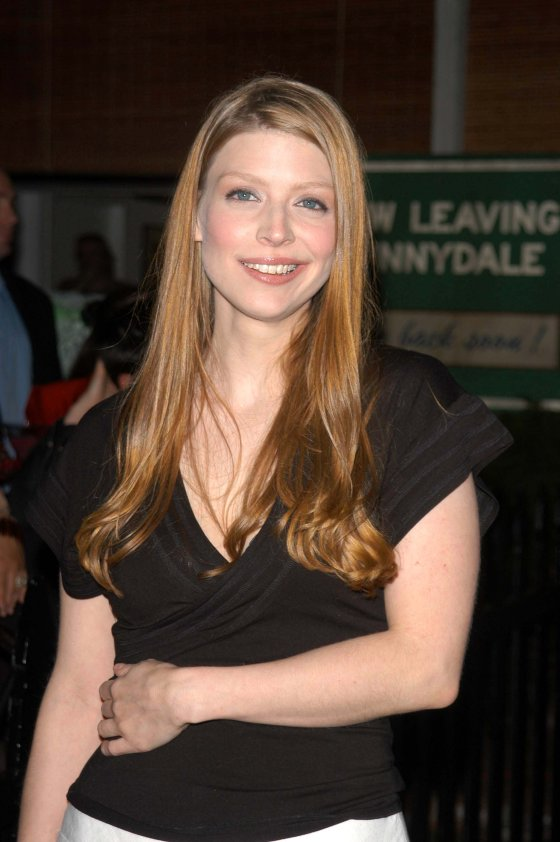
Amber Benson în 2003.

Amber Nicole Benson (n. 8 ianuarie 1977) este o actriță, regizoare și producătoare de film americană. Este cunoscută publicului în special datorită rolului „Tara Maclay” din seria TV Buffy, spaima vampirilor.
1. ↑  „Amber Benson”, Internet Movie Database, accesat în 17 octombrie 2015
2. ↑  Amber Benson, Internet Speculative Fiction Database, accesat în 9 octombrie 2017
3. ↑  Amber Benson, BD Gest', accesat în 9 octombrie 2017